# Tsentral'nyy Rayon (region i Kazakstan)
Tsentral'nyy Rayon är en region i Kazakstan.   Den ligger i oblystet Zjambyl, i den södra delen av landet, 900 km söder om huvudstaden Astana.